# Jaime Jaquez Jr.
Jaime Jaquez Jr. (Irvine, 18 de fevereiro de 2001) é um jogador profissional de basquete mexicano-americano que atualmente joga pelo Miami Heat da National Basketball Association (NBA).
Jaquez jogou basquete universitário pelo UCLA Bruins e ele foi selecionado pelo Heat como a 18ª escolha geral no draft da NBA de 2023. Ele tem dupla nacionalidade, estadunidense e mexicana. Ele jogou pela Seleção Mexicana nos Jogos Pan-Americanos de 2019. Ele é apelidado de "Juan Wick" por sua herança mexicana e semelhança percebida com John Wick.

## Carreira no ensino médio
Jaquez é filho de Angela e Jaime Sr., que se conheceram enquanto jogavam basquete na Concordia University. Ele é a terceira geração de sua família a jogar basquete universitário; seu avô paterno, Ezequiel, veio para a Califórnia com sua família do México quando criança e jogou no Ventura Community College e na Northern Arizona University.
Jaquez nasceu em Irvine, Califórnia, e tem um irmão mais novo, Marcos, e uma irmã mais nova, Gabriela. Ele cresceu em Camarillo e frequentou a Camarillo High School. Como calouro, ele teve médias de 15,3 pontos, 10,0 rebotes, 2,3 assistências e 2,6 roubos de bola, levando a equipe a um recorde de 25-7 e às semifinais do campeonato. Em seu segundo ano, Jaquez foi selecionado para a Segunda-Equipe do condado de Ventura com médias de 24,1 pontos, 10,9 rebotes, 2,2 assistências e 2,6 roubos de bola, apesar de perder 12 jogos devido a uma lesão no tornozelo.
Em sua última temporada, Jaquez teve médias de 31,7 pontos, 11,7 rebotes, 3,7 assistências e 2,1 roubos de bola, ajudando a equipe a terminar com um recorde de 25-4 e conquistar seu primeiro título da Coastal Canyon League. Ele encerrou sua carreira no ensino médio com 2.653 pontos. Jaquez quebrou o recorde da escola de pontos em um único jogo com 54 pontos contra a Royal High School. Além do basquete, Jaquez também jogava como arremessador no time de beisebol.

## Carreira universitária

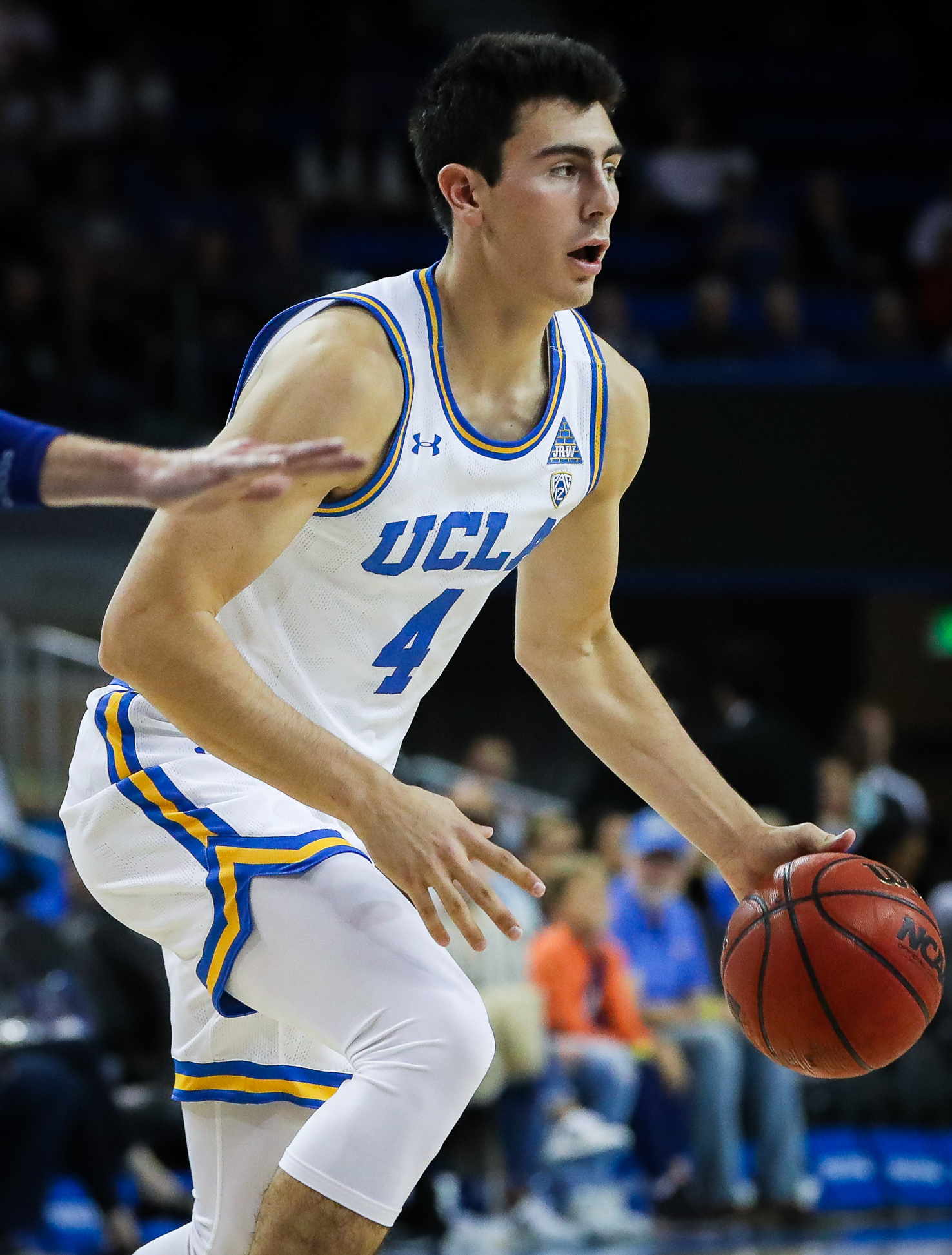
Jaquez como calouro da UCLA em 2019

Jaquez foi recrutado para Universidade da Califórnia em Los Angeles pelo então técnico dos Bruins, Steve Alford, ao final de seu terceiro ano. No entanto, Alford foi demitido em 2018 e substituído posteriormente por Mick Cronin, que havia recrutado Jaquez enquanto treinava na Universidade de Cincinnati. Jaquez não considerou seriamente outra universidade e permaneceu comprometido com UCLA. Ele se tornou titular da equipe durante o Maui Jim Maui Invitational em novembro de 2019, depois de marcar 17 pontos e pegar 12 rebotes na vitória contra Chaminade em 26 de novembro. Em 1º de dezembro, ele marcou sua maior pontuação na temporada com 18 pontos na vitória por 93-64 sobre San Jose State. Em 27 de fevereiro de 2020, ele marcou 18 pontos, incluindo a cesta de três pontos decisiva com 0,6 segundos restantes na vitória por 75-72 sobre Arizona State. Como calouro, Jaquez teve médias de 8,9 pontos e 4,8 rebotes e foi nomeado Menção Honrosa na equipe de Calouros do Pac-12.
Em 18 de fevereiro de 2021, no seu 20º aniversário, Jaquez marcou 25 pontos na vitória por 74-60 sobre Arizona. Naquela temporada, ele foi selecionado para a Segunda-Equipe e para a Equipe Defensiva da Pac-12. No jogo de abertura do Torneio da NCAA de 2021, ele liderou a equipe em pontuação com 27 pontos na vitória por 86-80 na prorrogação contra Michigan State. UCLA avançou para o Final Four, mas perdeu para Gonzaga.

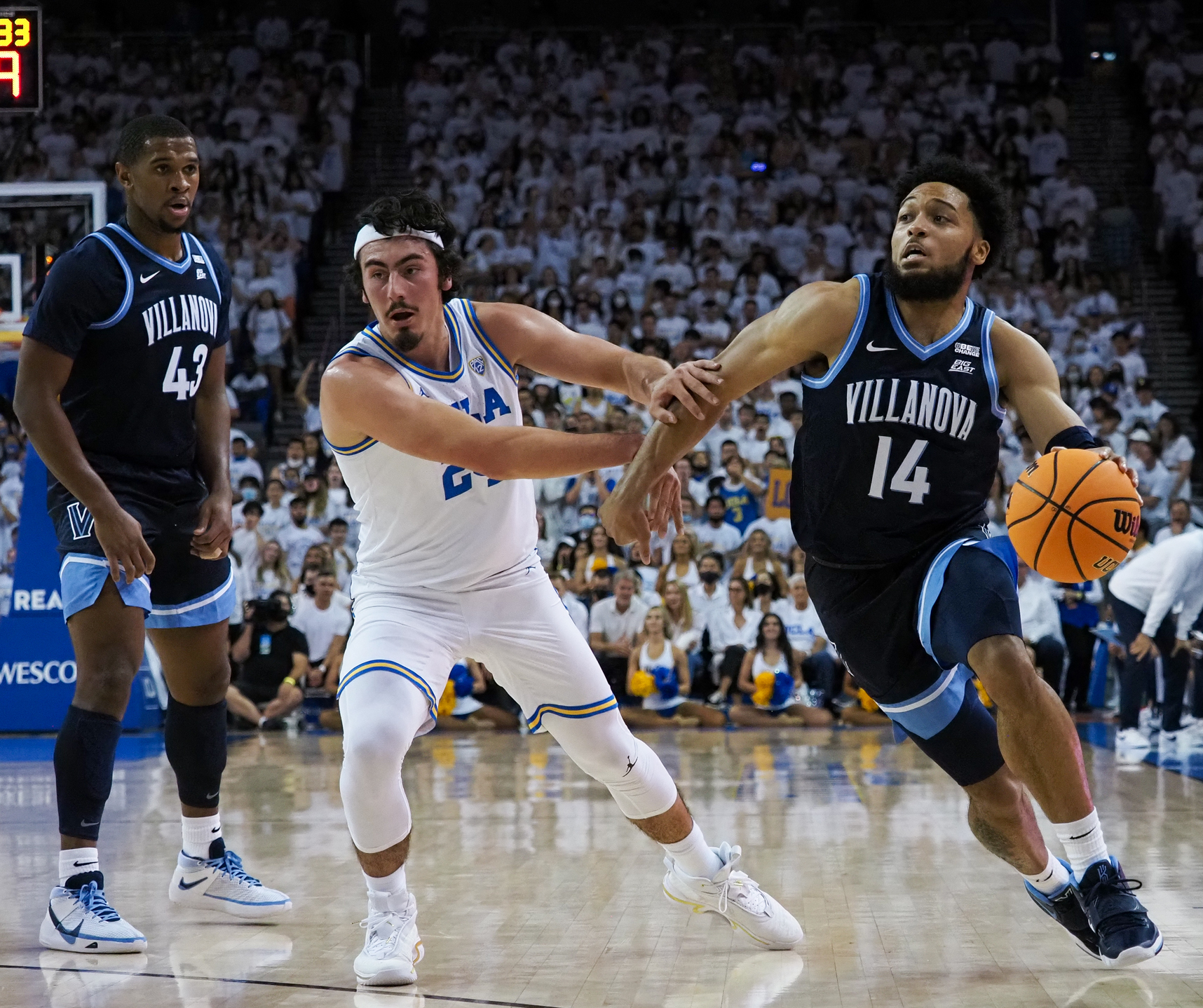
Jaquez defendendo Caleb Daniels de Villanova em 2021

Na temporada de 2021-22, Jaquez foi limitado por lesões no tornozelo durante a maior parte da temporada. Ele sofreu de sinovite em um tornozelo e começou a usar talas como medida preventiva. Após um período de três jogos em meados de fevereiro de 2022, nos quais marcou apenas 13 pontos combinados, Jaquez se recuperou. Em 28 de fevereiro, ele marcou um recorde pessoal de 30 pontos na vitória por 77-66 sobre Washington. No jogo seguinte, ele marcou 27 pontos na partida final da temporada regular contra USC. Ele foi nomeado Jogador da Semana da Pac-12 após ter média de 28,5 pontos e 7,5 rebotes, enquanto a equipe garantiu a segunda posição no Torneio da Pac-12. Jaquez foi selecionado para a Primeira-Equipe e para a Equipe Defensiva da Pac-12. Na segunda rodada do Torneio da NCAA de 2022, ele marcou 15 pontos na vitória por 72-56 sobre Saint Mary's, mas saiu do jogo e não retornou após torcer o tornozelo direito faltando sete minutos para o final do segundo tempo. Ele estava com média de 20,5 pontos nos últimos oito jogos, nos quais UCLA teve um recorde de 7-1. Jaquez se recuperou a tempo de jogar 38 minutos no jogo seguinte contra North Carolina nas oitavas de final, mas UCLA perdeu por 73-66. Além de precisar de uma cirurgia em abril para remover esporões ósseos de seu tornozelo direito, ele decidiu não se declarar para o draft da NBA e retornou a UCLA para seu último ano.
Em 4 de fevereiro de 2023, ele marcou 24 pontos e alcançou um recorde pessoal de 15 rebotes na vitória por 76-52 sobre Washington State. Ele liderou UCLA para seu primeiro título da temporada regular da Pac-12 desde 2013. Na primeira rodada do Torneio da NCAA de 2023, Jaquez teve 17 pontos, oito rebotes e um recorde pessoal de cinco roubadas de bola em uma vitória por 86-53 sobre UNC Asheville. Com a perda de dois titulares, Adem Bona e Jaylen Clark, devido a lesões, UCLA sofreu uma derrota por 79-76 para Gonzaga nas oitavas de final. Na temporada, Jaquez teve médias de 17,8 pontos e 8,2 rebotes. Ele foi eleito Jogador do Ano da Pac-12, tornando-se o primeiro jogador de UCLA a vencer desde Kevin Love em 2008. Após a temporada, Jaquez declarou-se para o draft, abrindo mão do ano extra de elegibilidade disponível devido à pandemia de COVID-19. Ele encerrou sua carreira classificado em oitavo lugar na história de UCLA em pontos marcados (1.802) e roubadas de bola (178), e em nono lugar em total de jogos disputados (134).

## Carreira profissional
Jaquez foi selecionado pelo Miami Heat como a 18ª escolha geral, sendo o único jogador da Pac-12 selecionado na primeira rodada. Em 1º de julho, Jaquez assinou um contrato de 4 anos e US$17 milhões com o Heat. Pouco depois, ele se juntou ao Miami para a Summer League de 2023, mas jogou apenas dois jogos antes de ser afastado com uma lesão no ombro.
Jaquez começou a temporada de 2023-24 com restrição de minutos devido a uma lesão na virilha durante a pré-temporada. Em 28 de outubro de 2023, Jaquez fez sua primeira partida como titular na carreira quando ele e Nikola Jović entraram na escalação contra o Minnesota Timberwolves, substituindo a ausência dos veteranos Jimmy Butler e Kevin Love. Contra o Memphis Grizzlies em 8 de novembro, Jaquez jogou todo o quarto período e converteu um arremesso de três pontos decisivo para ampliar a vantagem do Miami de três para seis pontos, faltando 18,4 segundos para o final, em uma vitória por 108-102. No jogo seguinte, com Butler e Tyler Herro indisponíveis, ele fez sua terceira partida como titular da temporada, terminando com um então recorde pessoal de 20 pontos em 39 minutos na vitória por 117-109 sobre o Atlanta Hawks. Em 4 de dezembro, Jaquez foi nomeado o Novato do Mês da Conferência Leste pelos jogos disputados em outubro/novembro. Em 25 de dezembro, Jaquez marcou um recorde pessoal de 31 pontos, além de 10 rebotes, na vitória por 119-113 sobre o Philadelphia 76ers. Em 4 de janeiro, Jaquez conquistou seu segundo prêmio consecutivo de Novato do Mês da Conferência Leste pelos jogos disputados em dezembro.
Jaquez foi selecionado para o Desafio dos Novatos e para o Concurso de Enterradas do All-Star Weekend de 2024.

## Carreira na seleção
Como cidadão duplo mexicano-americano, Jaquez jogou pela Seleção Mexicana nos Jogos Pan-Americanos de 2019 em Lima, Peru.

## Estatísticas da carreira

### NBA

#### Temporada regular
| Ano     | Equipe | PJ | PT | MPJ  | AP   | 3P   | LL   | RT  | AS  | BR  | TO | PPJ  |
| ------- | ------ | -- | -- | ---- | ---- | ---- | ---- | --- | --- | --- | -- | ---- |
| 2023–24 | Miami  | 75 | 20 | 28.2 | .489 | .322 | .811 | 3.8 | 2.6 | 1.0 | .3 | 11.9 |

#### Play-In
| Ano  | Equipe | PJ | PT | MPJ  | AP   | 3P   | LL   | RT  | AS  | BR | TO | PPJ  |
| ---- | ------ | -- | -- | ---- | ---- | ---- | ---- | --- | --- | -- | -- | ---- |
| 2024 | Miami  | 2  | 1  | 28.5 | .519 | .429 | .833 | 5.5 | 4.0 | .5 | .0 | 18.0 |

#### Playoffs
| Ano  | Equipe | PJ | PT | MPJ  | AP   | 3P   | LL   | RT  | AS  | BR | TO | PPJ  |
| ---- | ------ | -- | -- | ---- | ---- | ---- | ---- | --- | --- | -- | -- | ---- |
| 2024 | Miami  | 4  | 4  | 30.6 | .404 | .231 | .857 | 3.3 | 3.0 | .8 | .5 | 12.8 |

### Universitário
| Ano      | Equipe   | PJ  | PT  | MPJ  | AP   | 3P   | LL   | RT  | AS  | BR  | TO  | PPJ  |
| -------- | -------- | --- | --- | ---- | ---- | ---- | ---- | --- | --- | --- | --- | ---- |
| 2019–20  | UCLA     | 31  | 23  | 26.6 | .454 | .313 | .761 | 4.8 | 1.4 | 1.4 | 0.4 | 8.9  |
| 2020–21  | UCLA     | 32  | 32  | 34.9 | .486 | .394 | .655 | 6.1 | 1.7 | 1.2 | 0.7 | 12.3 |
| 2021–22  | UCLA     | 34  | 34  | 30.5 | .472 | .276 | .761 | 5.7 | 2.3 | 1.1 | 0.3 | 13.9 |
| 2022–23  | UCLA     | 37  | 37  | 33.2 | .481 | .317 | .770 | 8.2 | 2.4 | 1.5 | 0.6 | 17.8 |
| Carreira | Carreira | 134 | 126 | 31.4 | .475 | .328 | .737 | 6.3 | 2.0 | 1.3 | 0.5 | 13.4 |

## Prêmios e Homenagens
- NBA All-Rookie Team:
  - Primeiro Time: 2024

## Vida pessoal
A irmã de Jaquez, Gabriela, que dividiu as honras de MVP no Jogo das Meninas do McDonald's All-American de 2022, se comprometeu a se juntar ao time de basquete feminino da UCLA como parte da turma de calouros de 2022-23. Seu irmão Marcos tornou-se um lineman defensivo para o time de futebol americano da Camarillo High.

Jaquez é de descendência mexicana pelo lado de seu pai e de descendência norueguesa pelo lado de sua mãe.